# You're Still the One
 (août 2008).
Si vous disposez d'ouvrages ou d'articles de référence ou si vous connaissez des sites web de qualité traitant du thème abordé ici, merci de compléter l'article en donnant les références utiles à sa vérifiabilité et en les liant à la section « Notes et références ».
Singles de Shania Twain
Don't Be Stupid (You Know I Love You)
(1997) From This Moment On
(1998)
You're Still the One est une chanson de Shania Twain, issue de l'album Come on Over sorti en 1997. Elle est éditée en single l'année suivante et rencontre un succès international.

## Historique
Aux États-Unis, sur les palmarès country, la chanson débute en 75e position la première semaine et sera en 1er position le 2 mai 1998. Sur les palmarès adulte contemporain, la chanson débute en 26e position le 14 février 1998 et sera en 1er position le 27 juin 1998. Sur les palmarès officiels, la chanson débute en 51e position et sera en 2e position le 2 mai 1998 et restera pendant 9 semaines. My All de Mariah Carey et The Boy Is Mine de Brandy et Monica empêche la chanson d'atteindre la première position.
Au Royaume-Uni, la chanson débute en 10e position et reste 10 semaines sur les palmarès. En Australie, la chanson se place en première position. La chanson sera au top 10 dans 7 pays : l'Australie, le Canada, les États-Unis, le Royaume-Uni, les Pays-Bas, la Nouvelle-Zélande, l'Irlande et Taïwan.

## Thème de la chanson
Cette chanson a été composée par Shania Twain et son mari. Cette chanson parle de son mariage et elle dit dans la chanson que l'âge n'a pas d'importance pour se marier. Parce que les paparazzis n'arrêtaient pas de parler de son mariage et de sa différence d'âge, elle décide de composer cette chanson pour faire taire ses détracteurs.

## Vidéoclip
Le vidéoclip de You're Still the One a été tourné à Malibu et Los Angeles, complètement en noir et blanc. Il a été réalisé par David Hogan les 4 et 5 décembre 1997. Dans ce clip, on peut voir le top model John Devoe, qui apparaîtra dans le clip That Don't Impress Me Much.
Au début du clip, on voit le haut de Shania Twain déshabillés, mais la caméra fait en sorte qu'elle soit en arrière d'elle, afin d'éviter la censure du clip, comme ça s'est fait avec Madonna. Le clip sort le 26 janvier 1998, et à sa sortie, le clip devient rapidement le plus diffusé sur MTV et même Much Music. Le clip est si populaire qu'elle remporte un prix pour le vidéoclip de l'année au MTV music Awards.

## Charts mondiaux
| Pays                             | Meilleure Position |
| -------------------------------- | ------------------ |
| Allemagne                        | 68                 |
| Australie                        | 1                  |
| Belgique                         | 16                 |
| Canada                           | 2                  |
| France                           | 51                 |
| Irlande                          | 3                  |
| Japon                            | 16                 |
| Nouvelle-Zélande                 | 9                  |
| Pays-Bas                         | 10                 |
| Royaume-Uni                      | 10                 |
| Suisse                           | 26                 |
| Taïwan                           | 4                  |
| États-Unis Billboard Hot 100     | 2                  |
| États-Unis Billboard Pop 100     | 1                  |
| États-Unis Billboard Hot Country | 1                  |